# Robigus flexuosa
Robigus flexuosa är en insektsart som först beskrevs av Philip Reese Uhler 1896.  Robigus flexuosa ingår i släktet Robigus och familjen Derbidae. Inga underarter finns listade i Catalogue of Life.